# Шимонелис, Пятрас
Пятрас Шимонелис (лит. Petras Šimonėlis; 18 января 1947, Nolėnai, Утенский район — 21 июня 2020, Утена) — советский литовский легкоатлет, специалист по бегу на длинные дистанции, кроссу и марафону. Выступал на всесоюзном уровне в конце 1960-х — середине 1970-х годов, серебряный и бронзовый призёр чемпионатов СССР, обладатель серебряной медали Спартакиады народов СССР, многократный победитель первенств республиканского значения, участник чемпионата Европы в Хельсинки. Представлял Каунас и Алитус, спортивное общество «Нямунас».

## Биография
Пятрас Шимонелис родился 18 января 1947 года в селе Ноленай Утенского района Утенского уезда Литовской ССР. Заниматься лёгкой атлетикой начал под руководством тренера Витаса Рамонайтиса. В 1974 году окончил механический факультет Каунасского политехнического института, после чего в течение многих лет работал на Алитусском хлопчатобумажном комбинате. На соревнованиях выступал соответственно за Каунас и Алитус, состоял в добровольном спортивном обществе «Нямунас».
С конца 1960-х годов входил в число сильнейших бегунов-стайеров Литвы, неоднократно побеждал на республиканских первенствах в беге на 5000 и 10 000 метров, выигрывал кроссовые пробеги, устанавливал рекорды республики.
Впервые заявил о себе на всесоюзном уровне в сезоне 1969 года, когда на чемпионате СССР в Киеве в дисциплине 5000 метров финишировал шестым.
В 1970 году в беге на 5000 метров стал восьмым на Мемориале братьев Знаменских в Киеве.
В 1971 году завоевал бронзовую награду в дисциплине 12 км на чемпионате СССР по кроссу в Ессентуках, тогда как на чемпионате страны в рамках V летней Спартакиады народов СССР в Москве получил серебро в дисциплине 10 000 метров, уступив лишь ленинградцу Рашиду Шарафетдинову. Благодаря этому успешному выступлению вошёл в основной состав советской сборной и удостоился права защищать честь страны на чемпионате Европы в Хельсинки — в финале программы 10 000 метров показал время 13:42.78, закрыв десятку сильнейших.
В 1972 году принимал участие в матчевой встрече со сборной Германии в Аугсбурге, став на 5000-метровой дистанции третьим.
В 1973 году в составе советской сборной стартовал на чемпионате мира по кроссу в Варегеме — занял 53-е место в личном зачёте и вместе с соотечественниками стал серебряным призёром мужского командного зачёта. На чемпионате СССР в Москве с личным рекордом 28:15.8 финишировал четвёртым в беге на 10 000 метров. Будучи студентом, представлял Советский Союз на Всемирной Универсиаде в Москве — в той же дисциплине показал время 29:49.70, расположившись в итоговом протоколе соревнований на 16-й строке.
В 1975 году на дистанции 10 000 метров был шестым на Мемориале братьев Знаменских в Москве, на дистанции 5000 метров выиграл домашний старт в Вильнюсе.
В 1980-х годах пробовал себя на марафонской дистанции. Так, в 1985 году с результатом 2:28:03 занял 57-е место на марафоне в Вильнюсе, в 1987 и 1988 годах выигрывал золотую и серебряную медали на чемпионатах Литовской ССР по марафону в Клайпеде, показав результаты 2:27:47 и 2:32:36 соответственно.
С 1990 года занимал должность старшего государственного ревизора Государственного контроля Литовской Республики.
Умер 21 июня 2020 года в Утене в возрасте 73 лет.